# Пам'ятник І. В. Бевзу

Вигляд здалеку

Пам'ятник І. В. Бевзу — бронзове погруддя на гранітному постаменті (пам'ятка монументального мистецтва) керівнику вінницького підпілля часів німецької окупації Бевзу Івану Васильовичу в Вінниці, розташоване в сквері на розі вулиць Соборна та Визволення.

## Історія
Бронзове погруддя встановлене в 1980 році. Скульптор П. Левицький, архітектор Є. Устинов. Висота — 5 м.
Монумент виконаний у вигляді бюста, поставленого на високий чотиригранний п'єдестал. Він знаходиться в парку кінотеатру «Росія» (поруч з будівлею обласного суду). До пам'ятника іноді приносять квіти.

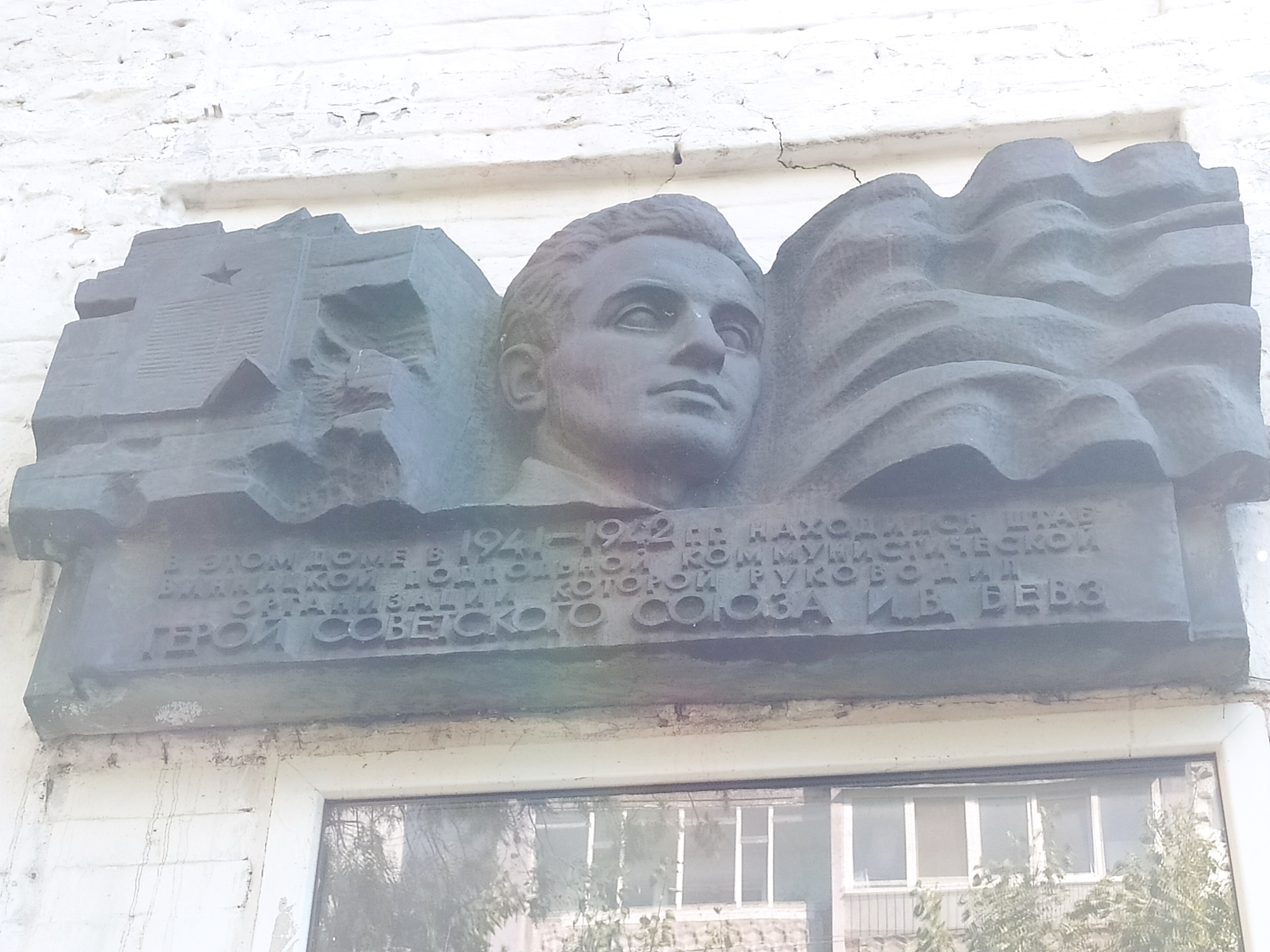
Меморіальна дошка

Крім цього пам'ятника у Вінниці є меморіальна дошка, розташована на будинку, де колись розташовувався штаб Вінницької підпільної організації під керівництвом Бевза. Також у місті є вулиця, яку назвали на честь партизана. На пам'ятному знаку на честь підпільників Вінницького краю вибито ім'я Бевза.

### Пов'язані події
25 липня 2022 році, на платформі petition.e-dem.ua опублікували петицію під назвою «Вшанування Героя України». Її автором є Іван Матвейчук. Громадянин пропонував вінницькій громаді замінити бюст та інформаційну дошку Івана Бевза, який знаходиться навпроти єзуїтського монастиря за адресою вулиця Соборна, 17, на бюст та інформаційну дошку Скакуну Віталію. Петиція не набрала 350 необхідних голосів за.